# Neomulona torniplaga
Neomulona torniplaga là một loài bướm đêm thuộc phân họ Arctiinae, họ Erebidae.